# Jan van Huchtenburg
Jan van Huchtenburg, baptisé le 20 novembre 1647 à Haarlem et inhumé le 2 juillet 1733 à Amsterdam, est un peintre et graveur néerlandais spécialisé dans les scènes de batailles.

## Biographie
Selon le Bénézit, Jan van Huchtenburg serait né le 20 novembre 1647 à Haarlem, mais selon l'Encyclopædia Britannica, ce serait en 1646. Orphelin très jeune, Jan van Huchtenburg a comme tuteur Hendrick Mommes, son futur beau-père. Il étudie plus tard dans l'atelier de Thomas Wyck et rejoint son frère Jacob à Rome qui se trouve chez Nicolaes Berchem. Ce voyage d'étude en Italie lui donne le goût du style des paysages peints qui caractérise durablement l'artiste.
Avec son frère, il s'installe finalement en janvier 1667 à Paris, pour travailler avec Adam François van der Meulen à la manufacture des Gobelins et approfondir sa formation.
Il revient à Haarlem en 1670 et devient membre de la section locale de la Guilde de Saint-Luc. Il y peint et y possède une boutique de peintures, ainsi qu'à La Haye. Il accompagne dans les années 1708 à 1717 le prince Eugène de Savoie-Carignan, Generalfeldmarschall autrichien, lors de ses campagnes et peint de nombreuses scènes de batailles. La plupart de ses tableaux sont maintenant dans la Galerie Sabauda de Turin.
Jan van Huchtenburgh rejoint ensuite la cour du prince-électeur du Palatinat Jean-Guillaume de Neubourg-Wittelsbach, où il acquiert un grand prestige. Plus tard, il vit la plupart du temps à la Haye et meurt en 1733 à Amsterdam.
Son style est proche de ceux de Philips Wouwerman et de Van der Meulen. Il peint les chevaux, des scènes de batailles et les personnages des tableaux de Gerrit Berckheyde. Il a pour élève Alexander van Gaelen (en), Dirk Maas et Izaak Vogelensanck.

## Œuvre
Dix tableaux se rapportent aux batailles de Zenta (1697), de Chiara (1701), de Luzara (1702), de Blenheim (1704), de Cassano (1705), de Turin (1706), de Oudenaarde (1708), de Malplaquet (1709), de Petrovaradin (1716) et de Belgrade (1717).
Huchtenburg peint également John Churchill, duc de Marlborough, qui est ravi de son travail.
- La Prise d'Assaut de Belgrade, 1688 , huile sur toile, 71 × 88 cm, Château de Plassenburg , Kulmbach
- La Bataille de Belgrade, 1711, gravure de la toile[12]
- La Capture du Marshal Tallard à Blenheim 1704 . huile sur toile, 65 × 75 cm, Château de Plassenburg, Kulmbach
- Le Siège de Namur, huile sur toile, 196,5 × 250,5 cm, Musée d'histoire de l'art de Vienne , prêt permanent au Musée d'histoire militaire de Vienne[13]
- Bataille Ruiiter, huile sur toile, 160 × 192 cm, Musée d'histoire de l'art de Vienne
- Attaque sur une colonne de convoi, 1670-1690, huile sur toile, 53,5 × 62 cm, Mauritshuis[14]
- Portrait de Henri-Casimir II de Nassau-Dietz, 1692, huile sur toile, 121 × 165 cm, Rijksmuseum[15]
- La Bataille de Ramillies, 1706-1733, huile sur toile, 53,5 × 62,5 cm, Mauritshuis[16]
- La Bataille de la Boyne, 1690-1733, huile sur toile, 110 × 169 cm, Rijksmuseum, Amsterdam
- La Bataille de Chiari, 1711, peinture sur toile[17]
- Marche du Roy accompagné de ses gardes passant sur le pont neuf et allant au Palais, vers 1690, gravure de Jan van Huchtenburg d'après Adam François van der Meulen[18], gravure sur Gallica[19]
- Le prince Eugène de Savoie vainqueur de la bataille de Zenta en 1697 au Musée des beaux-arts de Cambrai

## Galerie

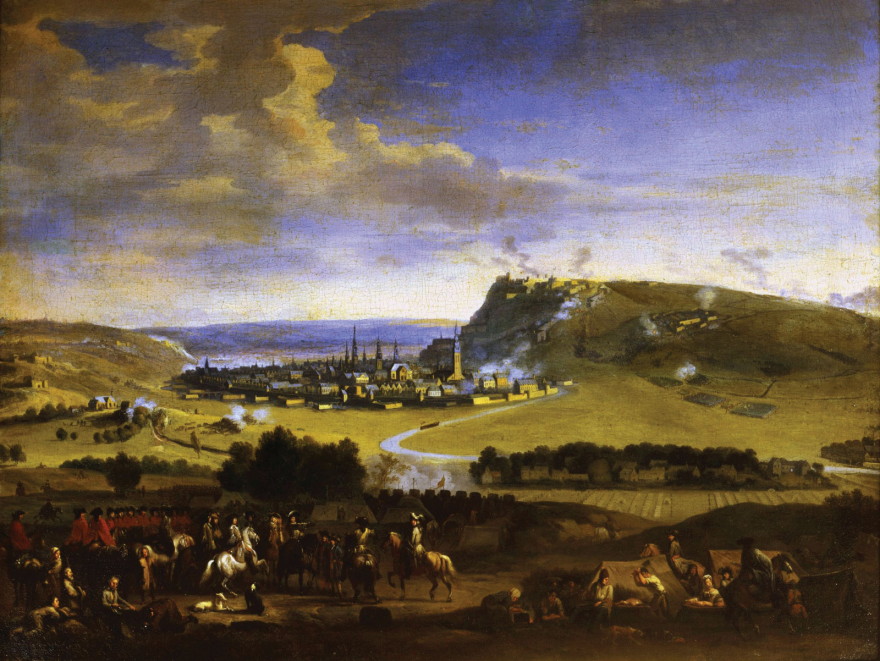
Siège de Namur (1695)
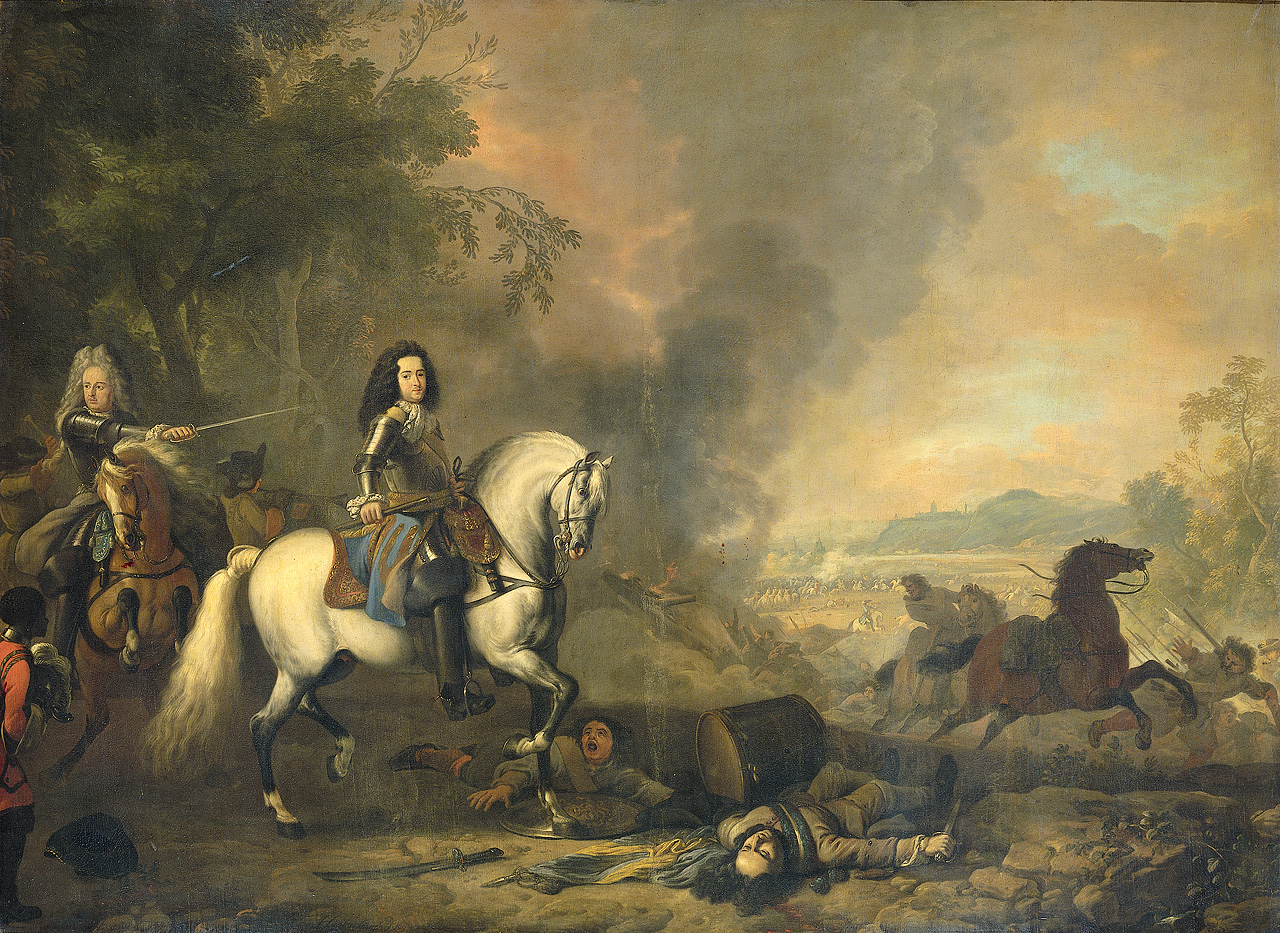
Henri-Casimir II de Nassau-Dietz (1692)
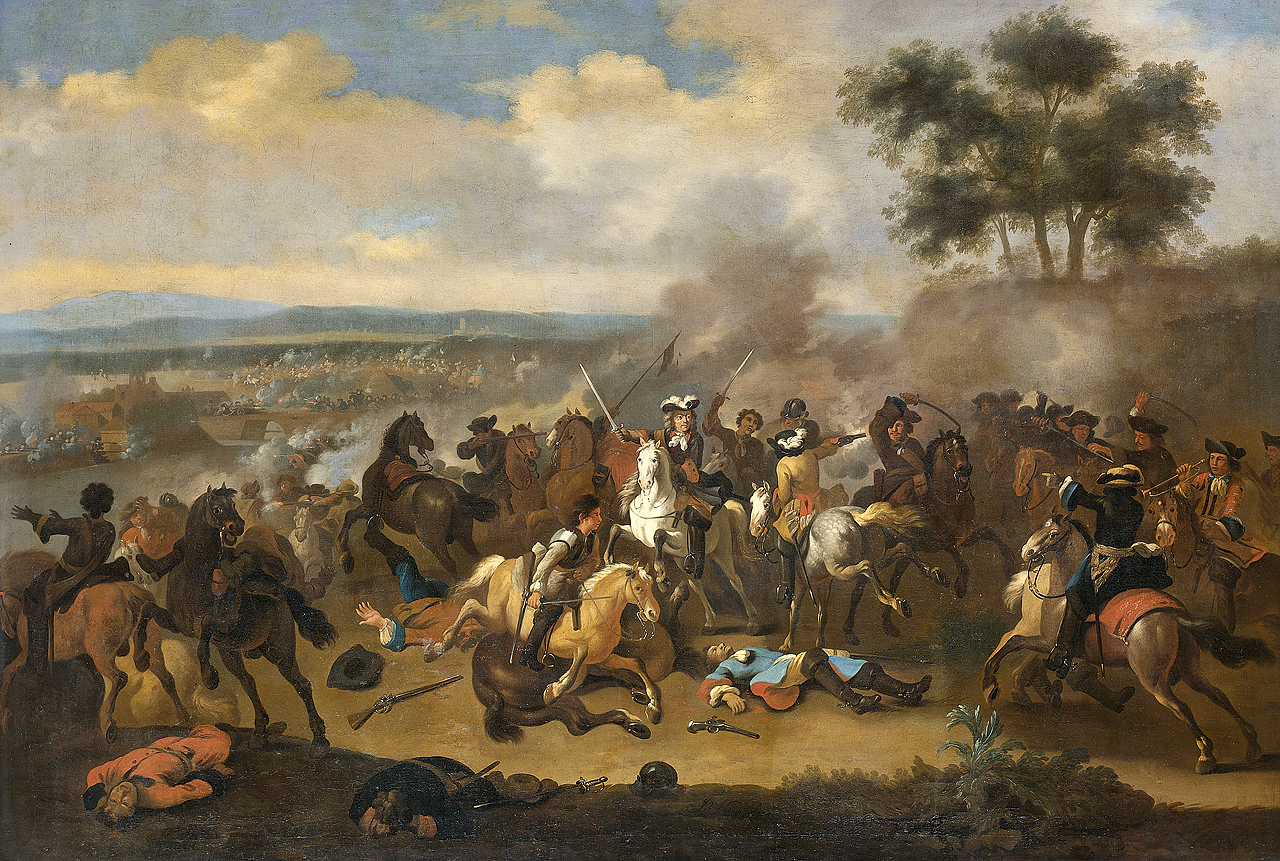
La bataille de la Boyne entre Jacques II et Guillaume III d'Orange-Nassau, 12 juillet 1690
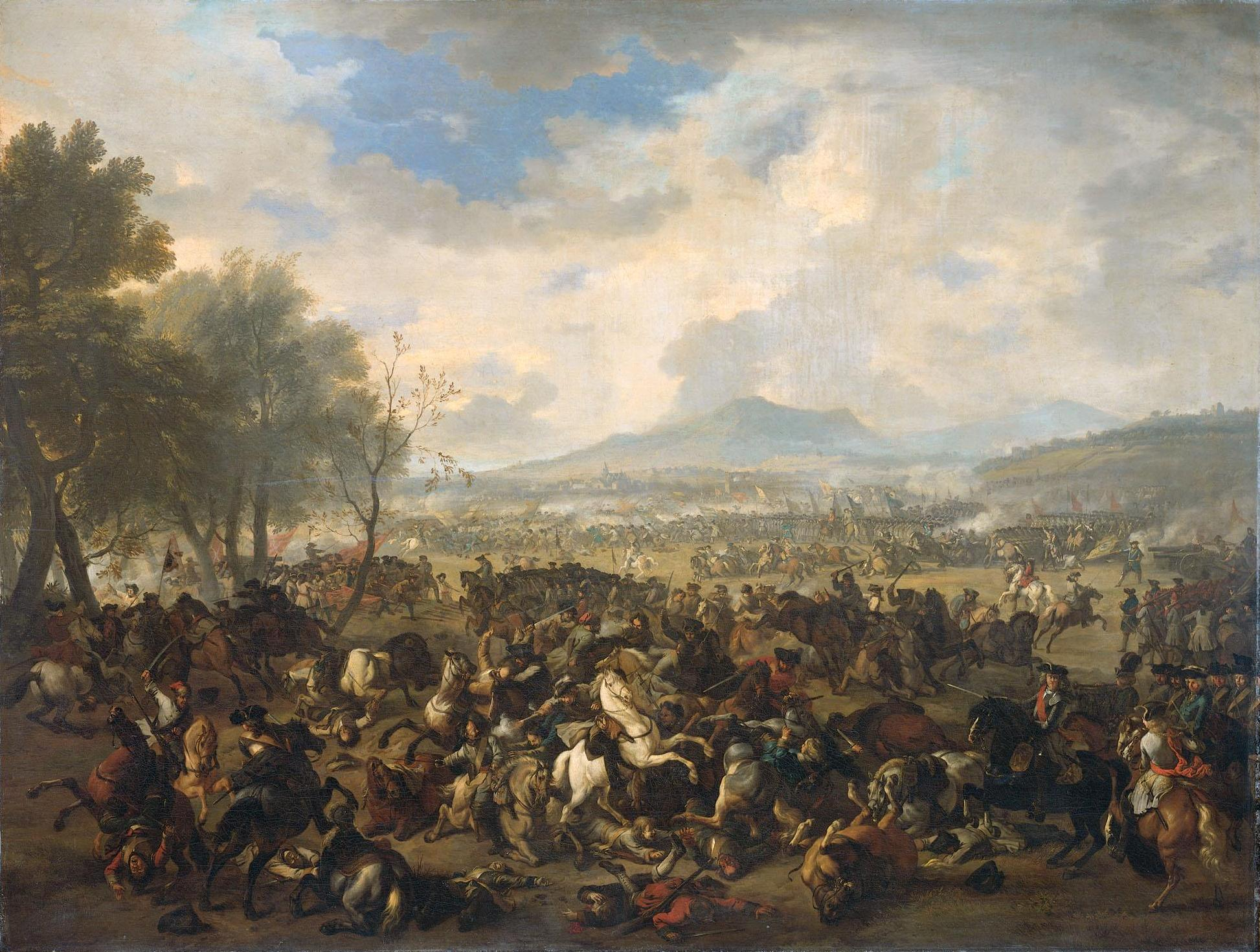
Bataille de Ramillies entre Anglais et Français le 23 mai 1706
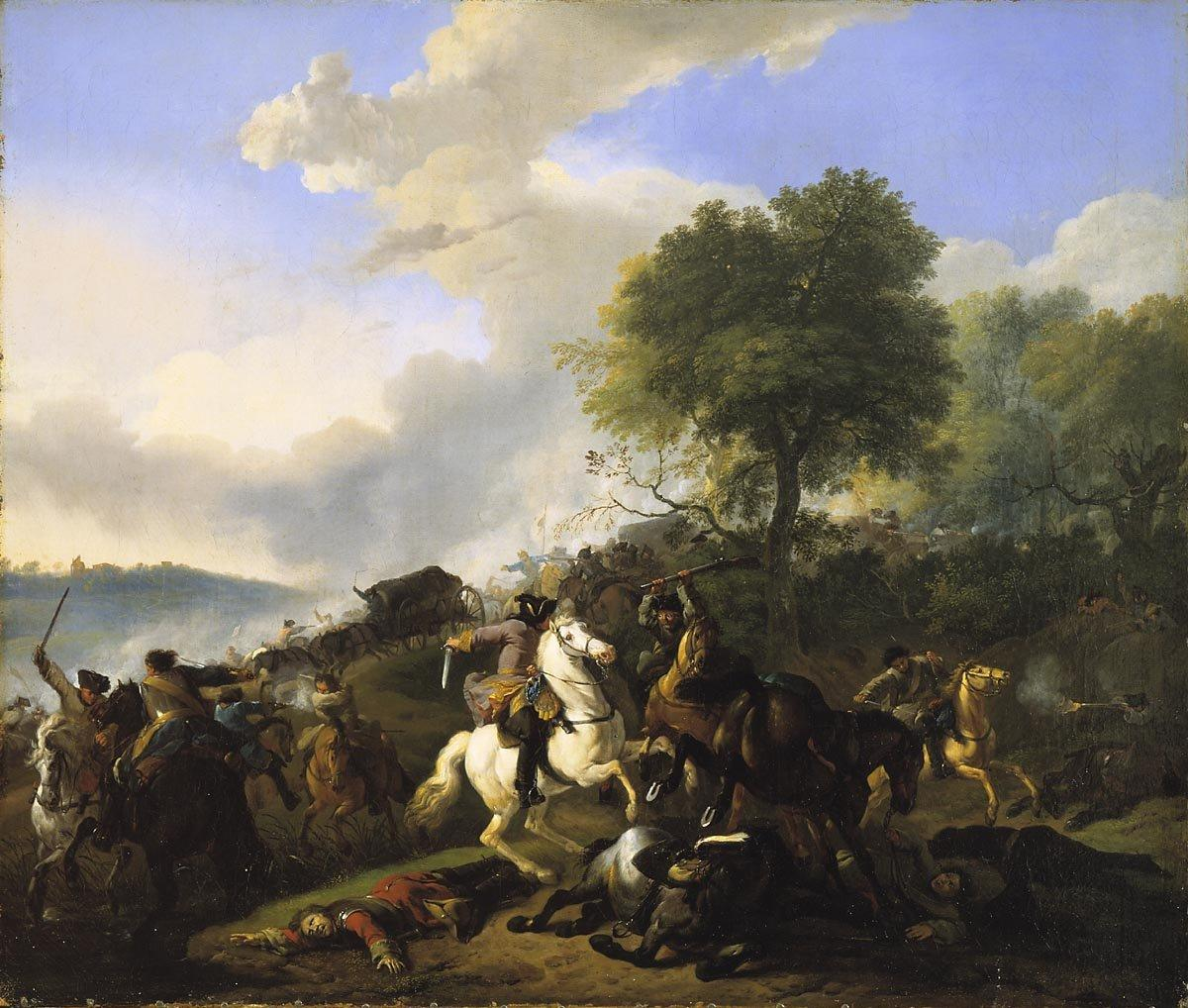
Engagement de cavalerie, Mauritshuis